# Решов
Решо́в (словац. Rešov) — деревня и муниципалитет в районе Бардейов в регионе Прешов на юго-востоке Словакии.

## История
В исторических записях деревня была впервые упомянута в 1454 году.

## География
Муниципалитет расположен на высоте 485 метров и занимает площадь в 9.163 км².

## Население
| Год:                | 1994 | 2004    | 2014     | 2024    |
| ------------------- | ---- | ------- | -------- | ------- |
| Количество человек: | 357  | 353     | 307      | 313     |
| Разница:            |      | −1,12 % | −13,03 % | +1,95 % |